# Fatima bint al-Ahmar
Fatima bint al-Ahmar, död 1349, var en nasridisk prinsessa. Hon var politisk rådgivare åt först sin son och sedan sina sonsöner i Emiratet Granada mellan 1314 och 1349. 
Hon var dotter till Muhammad II av Granada, halvsyster till Nasr av Granada, och mor till Ismail I av Granada och farmor till Muhammad IV och Yusuf I. Sedan hennes son år 1314 hade avsatt hennes halvbror, blev hon rådgivare åt sin son och, efter hans död 1325, i tur och ordning till sina söner, och var känd för sitt stora politiska inflytande fram till sin död. 